# José María Secades del Rivero
José María Secades y del Rivero Díaz de Argüelles y Hevia (Oviedo, 11 de setembre de 1785 - ?) va ser un polític espanyol, que va desenvolupar el seu treball en l'administració pública, aconseguint-hi el càrrec de Director General de Rendes. Als governs de la de la regència de Maria Cristina en nom de la futura reina Isabel II va ser nomenat ministre d'Hisenda durant un breu període en 1840, en tant acabava de disputar-se la regència entre la reina governadora i Espartero. També ho va ser al mateix temps i de manera interina de Gracia i Justícia i de Governació. Després, va ser escollit diputat en 1843 en substitució d'Agustín Argüelles Álvarez.